# Biographical Encyclopedia of Astronomers
A Biographical Encyclopedia of Astronomers (BEA) é um dicionário biográfico em dois volumes, publicado pela primeira vez em 2007, com uma segunda edição lançada em 2014. A obra aborda astrônomos de todas as regiões, nascidos da Antiguidade até meados de 1918. Inclui mais de 1500 biografias tanto de astrônomos famosos quanto de nomes mais obscuros, produzidas por 410 colaboradores.
A enciclopédia foi publicada em formato impresso e on-line pela editora Springer.

## Edições
- Hockey, Thomas A.; Virginia Trimble; Thomas R. Williams; Katherine Bracher, eds. (2007). Biographical Encyclopedia of Astronomers. New York: Springer. Bibcode:2007bea..book.....H. ISBN 9780387310220. doi:10.1007/978-0-387-30400-7 Biographical Encyclopedia of Astronomers no Google Livros